# Herb Jaffe
Herb Jaffe  (New York, 20 mei 1921 - Beverly Hills, 7 december 1991) was een Amerikaanse filmproducent, ondernemer en voormalig literair agent. 

## Levensloop
Hij werd geboren onder de naam Herbert Jaffe in de stad New York. Daar groeide hij op in Brooklyn. In zijn geboortestad studeerde Jaffe zowel aan het Brooklyn College als aan de Columbia-universiteit. Tijdens de Tweede Wereldoorlog diende hij in de United States Air Force. Na de oorlog startte Jaffe zijn carrière als filmproducent op en ging als zodanig werken bij filmproductiebedrijf MCA. Na zes jaar te hebben gewerkt bij MCA ging Jaffe als literair agent aan de slag. In 1957 richtte hij zijn eigen bedrijf Herb Jaffe Associates op en daarmee vertegenwoordigde Jaffe schrijvers als onder andere Paddy Chayefsky, Joseph Heller en Reginald Rose. Door de verkoop van de filmrechten van hun werken aan Hollywood studios verkreeg hij goede contacten. In 1965 verkocht hij zijn eigen bedrijf en ging vervolgens aan de slag bij United Artists. Daar werd hij naderhand verantwoordelijk voor de wereldwijde distributie. In 1975 verliet hij United Artists en ging vervolgens als onafhankelijke filmproducent aan de slag. Als zodanig produceerde hij films als The Wind and the Lion, Fright Night en Fright Night Part II. Na de laatstgenoemde vervolgfilm te hebben geproduceerd overleed Herb Jaffe op 7 december 1991 in zijn huis in Beverly Hills aan de gevolgen van kanker.

## Filmografie (selectie)
- 1975: The Wind and the Lion
- 1977: Demon Seed
- 1978: Who'll Stop the Rain
- 1979: Time After Time
- 1980: Motel Hell (executive producer)
- 1982: Jinxed!
- 1983:  The Lords of Discipline
- 1985: Fright Night
- 1987: Dudes
- 1987: Three for the Road
- 1988: Fright Night Part II